# Giardini Shalimar (Srinagar)

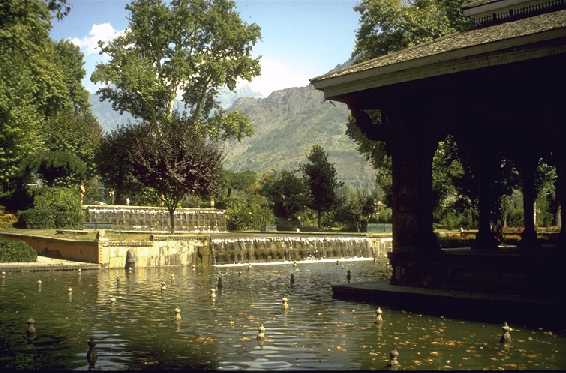
Padiglioni dello Shalimar Bagh di Srinagar, nelle vicinanze del Lago Dal.

I giardini Shalimar - o Shalimar Bagh (in hindi: शालीमार बाग़, in urdu: شالیمار باغ) -  sono giardini moghul collegati tramite un canale alla zona nordorientale del lago Dal. Si trovano vicino alla città di Srinagar, nel territorio indiano di Jammu e Kashmir. Sono noti anche come Farah Baksh o Faiz Baksh, e si trovano molto vicini agli altrettanto famosi giardini di Nishat Bagh. Il Bagh fu costruito nel 1619 su ordine dell'imperatore moghul Jahangir per la moglie Nur Jahan ed è considerato il culmine dell'orticultura moghul. Attualmente è adibito a parco pubblico.

## Storia
Sebbene la storia recente di questi giardini coincida con l'organizzazione di tipo moghul voluta dall'imperatore Jahangir, l'origine del complesso è molto più antica ed è riconducibile al II secolo d.C. sotto il regno di Praversena II, fondatore della città di Srinagar e signore del Kashmir tra il 79 ed il 139 d.C.
Praversena II fece costruire un casolare per propria residenza all'estremità nordorientale del lago Dal e lo denominò Shalimar, che in sanscrito significa "dimora o sala dell'amore". Il re, durante le sue visita al santone locale Sukarma Swami ad Harwan, era solito sostare allo Shalimar. Nel corso degli anni, il casolare cadde però in rovina e non fu nemmeno più rintracciabile; ciononostante, il villaggio attiguo continuò ad essere chiamato Shalimar.
Proprio su questi terreni l'imperatore Jahangir fece realizzare lo Shalimar Bagh, allargando l'antico giardino nel 1619 ed ottenendo così un giardino reale da lui rinominato 'Farah Baksh' ("il delizioso"): l'opera venne dedicata alla moglie Nur Jahan. Nel 1630, su ordine dell'imperatore Shah Jahan, il governatore del Kashmir Zafar Khan estese ulteriormente il parco, che da allora assunse la denominazione di ‘Faiz Baksh’ ("l'abbondante"). Diventò così luogo di ristoro per i governatori Pathan e Sikh che sarebbero succeduti a Zafar Khan. Durante il governo del Maharaja Ranjit Singh il padiglione in marmo fu utilizzato come casa d'ospitalità per i visitatori europei. L'elettrificazione degli edifici fu effettuata durante il governo del Maharaja Hari Singh. Nel corso degli anni, quindi, numerosi sono stati i regnanti e le modifiche - anche toponomastiche - da essi apportate, ma la definizione Shalimar Bagh è quella rimasta saldamente utilizzata fino ancora ai nostri giorni.
Durante il periodo Moghul in particolare, l'imperatore jahangir e la moglie Nur Jahan erano così innamorati del Kashmir da trasferire durante ogni estate tutta la corte da Delhi almeno tredici volte l'anno. Shalimar Bagh rappresentava in tal modo la residenza estiva imperiale ed anche la corte reale: pur di giungere a Srinagar gli imperatori erano soliti passare con gli elefanti la catena innevata del Pir Panjal.

## Organizzazione

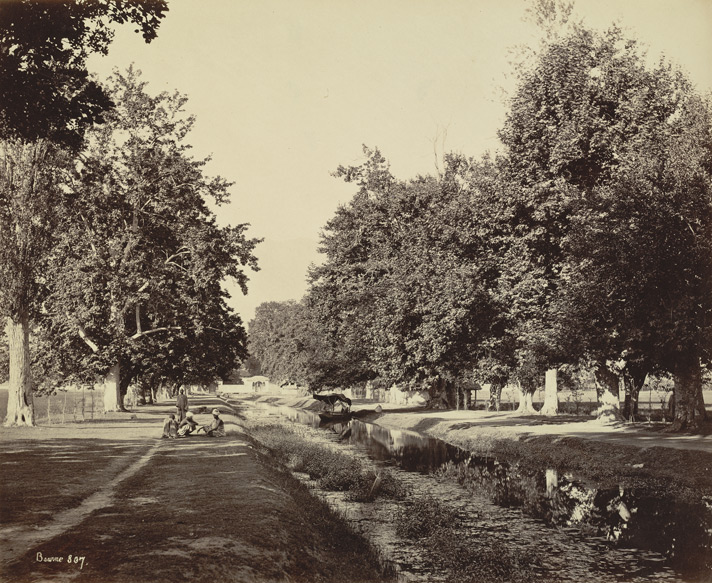
Canale di ingresso ai giardini Shalimar dal Lago Dal, immagine del 1864.

La disposizione dei Giardini Shalimar di Srinagar molto deve ad una tipologia organizzativa dei giardini islamici conosciuta in Persia come Chahar bagh. Il giardino in chahar bagh prevede però una pianta quadrata su terreno pianeggiante, con quattro bracci corrispondenti agli assi che si diramano da un elemento centrale, quale ad esempio una fontana: tale assetto non era però pedissequamente replicabile nelle zone collinose della valle del Kashmir. Fu quindi necessario modificare lo schema originario per renderlo consono alle caratteristiche collinari del terreno ed alla presenza di una fonte che permise di far scendere per gravità l'acqua dai punti più elevati verso i giardini in progetto. Di conseguenza, furono anche effettuate modifiche al sito originale, portando a correre il canale principale in maniera assiale attraverso il giardino, dal punto più elevato fino alla quota del lago. Questo canale, noto come Shah Nahar rappresenta dunque l'asse fondamentale del giardino e corre attraverso tre terrazze: il layout così ottenuto ha stirato gli originari quattro bracci di egual lunghezza del chahar bagh per ottenere una pianta rettangolare.
I giardini, secondo la loro disposizione definitiva, si estendono su un'area di 12.4 ettari (31 acri), con un asse maggiore di 587 metri ed una larghezza di 251. Tre sono le terrazze che li compongono, dotate di fontane e allineamenti studiati di platani orientali. Lo Shah Nahar rappresenta il principale canale di approvvigionamento delle terrazze, ognuna delle quali riveste uno specifico ruolo.
Il giardino era collegato al lago attraverso un canale lungo circa un chilometro e mezzo e largo 11 metri che correva attraverso una palude. Boschetti di salice e terrazze coltivate a riso lambivano le rive del lago, larghi sentieri affiancavano le lunghe file di platani che costeggiavano lo specchio d'acqua.  Il giardino era dotato inoltre di passerelle pedonali costeggiate da corsi di pioppi piantati ad intervalli di circa un metro.

## Architettura

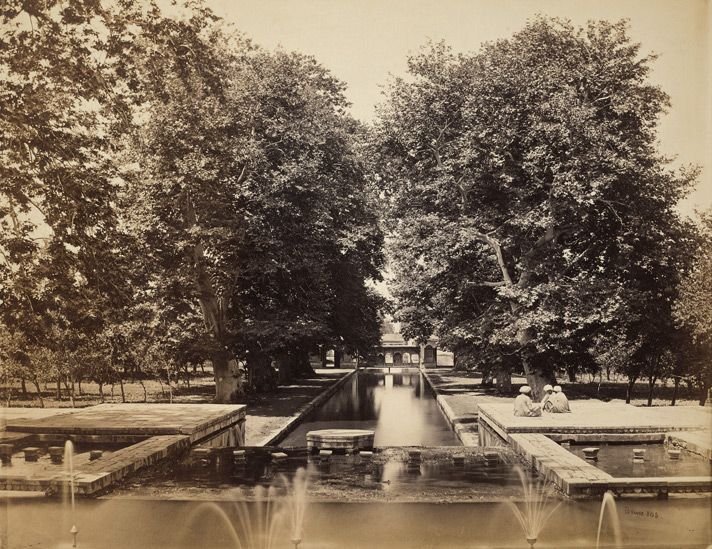
I Giardini Shalimar, immagine del 1864.

I giardini sono organizzati su tre terrazze, ognuna delle quali esprime proprie peculiarità.
La prima terrazza è adibita a giardino pubblico e rappresenta lo spazio più esterno, su cui si affaccia il Diwan-i ʿAmm, o sala delle udienze pubbliche. In tale sala, un piccolo trono di marmo nero era sistemato al di sopra della cascata.
La seconda terrazza che si incontra lungo il canale d'asse, leggermente più ampia, ha due terrazze ribassate. Il Diwan-i-Khass - o sala delle udienze private - era accessibile solamente ai nobili o agli ospiti della corte: attualmente in rovina, era collocato al centro della terrazza; si riescono tuttavia a riconoscere ancora oggi il basamento in pietra intagliata e le fontane circostanti. I bagni reali erano posizionati all'estremità nordoccidentale di questo recinto. Le fontane del Diwan-i-Khass, del Diwan-i ʿAmm e, infine, della terrazza Zenana erano alimentate in successione dalla stessa acqua.
Nella terza terrazza, il canale assiale scorre attraverso il giardino dello Zenana, a sua volta fiancheggiato dal Diwan-I-Khass e dagli alberi di platano. All'ingresso di questa terrazza vi sono due piccoli padiglioni - o guardiole - costruite secondo l'usanza del Kashmir sopra un basamento lapideo, rappresentanti la ristretta e controllata zona di ingresso all'harem reale. Shah Jahan fece costruire un baradari di marmo nero, detto il Padiglione Nero, all'interno del giardino dello Zenana. È circondato da una piscina-fontana alimentata da una terrazza superiore: una doppia cascata cade contro un basso muretto inciso da piccole nicchie (chini khanas) posto dietro al padiglione. Due piccoli canali secondari conducono dal Padiglione Nero ad un piccolo baradari. Al di sopra del terzo livello, due padiglioni ottagoni delimitano il muro di fondo del giardino. Il baradari è incorniciato inoltre da un magnifico sfondo di montagne innevate, considerato una perfetta ambientazione per il Bagh.
Lo Shalimar Bagh di Srinagar è famoso per i suoi chini khanas, o nicchie ad arco, posti dietro alle cascate del giardino: essi rappresentano una peculiarità unica per il complesso. Queste nicchie erano illuminate di notte con lampade ad olio in grado di rendere ancora più unica l'atmosfera delle cascate. Ai giorni nostri, invece, all'interno delle nicchie sono posti dei vasi di fiori, che rendono così cangianti i riflessi dell'acqua.
Un altro elemento architettonico usuale è rappresentato dalle porte del Baradari. All'interno del complesso del giardino, esso è circoscritto da quattro porte in pietra di meravigliosa fattura sostenute da pilastri. Si suppone che queste porte di pietra siano i resti di templi ancora più antichi demoliti da Shah Jahan. Si trovano anche diversi ampi avvallamenti pieni d'acqua laddove erano sistemate numerose fontane.
L'atmosfera che si respirava all'interno dei giardini è stata appropriatamente descritta da un ammirato cronista:

«Una sottile aria di svago e di riposo, una magia romantica indefinibile, pervade il reale Shalimar: questo giardino alberato di vedute offuscate, terrazze ribassate, lastre lisce di cascate, e ampi canali, con calmi riflessi rotti solamente dai guardi in pietra dei torrenti.» 

Anche durante gli ultimi anni, durante il dominio dei Maharaja, i giardini continuarono ad essere mantenuti in ottimo stato di conservazione, e rappresentano tuttora una delle principali attrazioni per i visitatori del lago Dal. Le stagioni più indicate per la visita dei giardini sono la primavera e l'autunno, periodi durante i quali, grazie al cambio di colorazione della vegetazione, il complesso appare ancora più suggestivo.
I giardini Shalimar di Srinagar sono stati fonte di ispirazione per giardini omonimi, in particolare dei giardini Shalimar di Delhi (costruiti nel 1653 ed attualmente ospitanti anche una colonia di lusso) ed i Giardini Shalimar di Lahore, in Pakistan, costruiti per volere dell'Imperatore Shah Jahan nel 1641.
Il Padiglione Nero costruito agli inizi del regno di Jahangir (1569-1627) e situato sulla terrazza di sommità dello Shalimar Bagh, riporta la famosa iscrizione in persiano:

Gar Firdaus ruy-e zamin ast, hamin ast o hamin ast o hamin ast.

Si tratta di un distico del poeta persiano Jami, che si ritrova iscritto anche su diversi altri edifici dell'India e del Pakistan.
Tradotto, significa:

«Se esiste un paradiso in terra, è questo, è questo, è questo.»